# حادثة طعن ستريتهام 2020
حادثة طعن ستريتهام 2020 في 2 فبراير 2020 قام رجل بطعن عدة أشخاص في بلدة ستريثام في لندن الكبرى فيما أعلنت الشرطة أنه حادث إرهابي، وقد قُتل المهاجم برصاص الشرطة خارج أبواب متجر أحذية في شارع ستريثام السريع، في الساعة 14:00 بتوقيت جرينتش ( UTC -0).